# Messier 107
Cụm sao cầu M107 (còn gọi là Messier 107 hay NGC 6171) là một cụm sao cầu trong  chòm sao Xà Phu. Pierre Méchain đã phát hiện ra nó vào tháng Tư 1782 và William Herschel độc lập phát hiện ra vào 1793. Cho đến tận năm 1947 Helen Sawyer Hogg mới thêm nó cùng với ba thiên thể khác được phát hiện bởi Méchain vào danh lục của Messier.
M107 nằm gần với mặt phẳng thiên hà ở khoảng cách 20.900 năm ánh sáng từ Trái Đất. Có khoảng 25 sao biến quang trong cụm sao này.
|  |